# Camaropella
Camaropella — рід грибів родини Boliniaceae. Назва вперше опублікована 1997 року.

## Класифікація
До роду Camaropella відносять 2 види:
- Camaropella lutea
- Camaropella pugillus